# Antonio Escuriet
Escuriet  San Pedro est un nom espagnol. Le premier nom de famille, en général paternel, est Escuriet ; le second, en général maternel, souvent omis, est San Pedro.
Antonio Escuriet (né le 7 mai 1909 à Valence et mort le 18 février 1998 à Castelló de la Ribera) est un coureur cycliste espagnol. Professionnel de 1930 à 1942, il a notamment remporté le Tour du Levant et deux étapes du Tour d'Espagne.

## Palmarès
- 1931
  - 2e du championnat d'Espagne sur route
- 1932
  - 3e du Tour du Levant
- 1933
  - Tour du Guipuscoa
  - 4e étape du Tour de Pontevedra
  - Tour du Levant :
    - Classement général
    - 2e étape

  - 3e du Trofeo Masferrer
  - 3e du Circuito Ribera de Jalón
- 1934
  - 10e étape du Tour de Catalogne
  - Tour de Castille
  - 2e du GP Vizcaya
  - 3e de Jaca-Barcelone
- 1935
  - Tour d'Alava
  - 2e étape du Tour d'Espagne
  - 6e et 8e étapes du Tour de Galice
  - 2e du Circuit de Getxo
  - 2e du Tour d'Estella
  - 3e du GP Pascuas
  - 3e du GP Vizcaya
  - 3e de la Prueba Villafranca de Ordizia
  - 3e du Tour du Guipuscoa
- 1936
  - GP Pascuas
  - 5e du Tour d'Espagne
- 1939
  - Barcelone-Madrid
  - 2e étape de Madrid-Lisbonne
  - 5e étape du Tour de Catalogne
  - 2e de Madrid-Lisbonne
  - 3e du Tour d'Aragon
- 1940
  - 3e du Tour du Levant
- 1941
  - 4e étape du Tour d'Espagne
  - 6e du Tour d'Espagne

## Résultats sur les grands tours

### Tour d'Espagne
4 participations
- 1935 : abandon (4e étape[1]), vainqueur de la 2e étape,  maillot orange pendant une journée
- 1936 : 5e
- 1941 : 6e, vainqueur de la 4e étape
- 1942 : non-partant (2e étape[2])